# Conjunt hidràulic l'Escala
El Conjunt hidràulic l'Escala és una obra de Ripoll protegida com a Bé Cultural d'Interès Local.

## Descripció
El conjunt de l'Escala el formen diverses construccions i edificis vinculats a l'aprofitament de l'aigua. La palanca, sobre el riu Ter, fa 1,40 d'amplada i té una llargada de 63 m. Està formada per una volta de totxos sobre formigó, travessat per tirants de ferro; a les bandes hi ha bigues de ferro. La resclosa, que s'aixeca sobre roca natural, té uns 60 m de llargada i uns 4 m d'alçada. El canal, que surt de la banda esquerra de la resclosa, té una llargada de 936m, una amplada de 4-5 m i una fondària de 1,70. L'edifici de la central està construït amb pedres de riu carejades unides amb ciment. Malgrat que no sogui un element vinculat a l'aigua, en aquest conjunt s'hi pot incloure la caseta de la línia fèrria.